# Regola delta
La regola delta (delta rule) è una regola di discesa del gradiente per aggiornare i pesi dei segnali di input che giungono ad un percettrone. Si tratta di un caso particolare del più generale algoritmo di retropropagazione. 

## Enunciato
Per un neurone {\displaystyle j} con una funzione d'attivazione {\displaystyle g(x)}, la regola delta per l'{\displaystyle i}-esimo peso {\displaystyle w_{ji}} è data da
{\displaystyle \Delta w_{ji}=\alpha (t_{j}-y_{j})g'(h_{j})x_{i}},
dove
|  | {\displaystyle \alpha } è una costante piccola chiamata tasso di apprendimento (learning rate)    |
|  | {\displaystyle g(x)} è la funzione d'attivazione del neurone e {\displaystyle g'} la sua derivata |
|  | {\displaystyle t_{j}} è l'output desiderato                                                       |
|  | {\displaystyle h_{j}} è la somma pesata degli input al neurone                                    |
|  | {\displaystyle y_{j}} è l'output vero                                                             |
|  | {\displaystyle x_{i}} è l'{\displaystyle i}-esimo input.                                          |

Valgono: {\displaystyle h_{j}=\sum x_{i}w_{ji}} e {\displaystyle y_{j}=g(h_{j})}.
La regola delta è spesso semplificata se la funzione d'attivazione è lineare come 
{\displaystyle \Delta w_{ji}=\alpha (t_{j}-y_{j})x_{i}}
mentre la regola delta è simile alla regola di aggiornamento del percettrone, come si ricava la regola è diverso. Il percettrone usa la funzione gradino di Heaviside come funzione d'attivazione {\displaystyle g(h)}, il che significa che {\displaystyle g'(h)} non esiste in zero, e che è uguale a zero altrove, e ciò rende l'applicazione diretta della regola impossibile.

## Derivazione della regola delta
La regola delta si ricava a partire dalla minimizzazione dell'errore sull'output della rete neurale tramite la discesa del gradiente. L'errore per una rete neurale con {\displaystyle j} output può essere misurato come 
{\displaystyle E=\sum _{j}{\frac {1}{2}}(t_{j}-y_{j})^{2}}.
In questo caso, occorre muoversi nello "spazio dei pesi" del neurone (lo spazio di tutti i valori che possono assumere i pesi) in proporzione al gradiente della funzione d'errore rispetto a ogni peso. Per fare ciò, si calcola la derivata parziale dell'errore rispetto a ogni peso. Per l'{\displaystyle i}-esimo peso, la derivata è 
{\displaystyle {\frac {\partial E}{\partial w_{ji}}}={\frac {\partial \left({\frac {1}{2}}\left(t_{j}-y_{j}\right)^{2}\right)}{\partial w_{ji}}}}.
dove è stata omessa la sommatoria siccome la derivata è relativa al {\displaystyle j}-esimo neurone.
Il calcolo procede con l'applicazione della regola della catena:
{\displaystyle ={\frac {\partial \left({\frac {1}{2}}\left(t_{j}-y_{j}\right)^{2}\right)}{\partial y_{j}}}{\frac {\partial y_{j}}{\partial w_{ji}}}=-\left(t_{j}-y_{j}\right){\frac {\partial y_{j}}{\partial w_{ji}}}}
mentre la derivata rimanente si calcola ancora con la regola della catena, ma derivando rispetto all'intero input di {\displaystyle j}, ovvero {\displaystyle h_{j}}:
{\displaystyle =-\left(t_{j}-y_{j}\right){\frac {\partial y_{j}}{\partial h_{j}}}{\frac {\partial h_{j}}{\partial w_{ji}}}}
Si noti che l'output del {\displaystyle j}-esimo neurone, {\displaystyle y_{j}}, è semplicemente la funzione d'attivazione {\displaystyle g} del neurone applicata al suo input {\displaystyle h_{j}}. Si può quindi scrivere la derivata di {\displaystyle y_{j}} rispetto a {\displaystyle h_{j}} semplicemente come la derivata prima di {\displaystyle g}:
{\displaystyle =-\left(t_{j}-y_{j}\right)g'(h_{j}){\frac {\partial h_{j}}{\partial w_{ji}}}}
A questo punto, si riscrive {\displaystyle h_{j}} nell'ultimo termine come la somma su tutti i {\displaystyle k} pesi di ogni peso {\displaystyle w_{jk}} moltiplicati per il loro input corrispondente {\displaystyle x_{k}}:
{\displaystyle =-\left(t_{j}-y_{j}\right)g'(h_{j}){\frac {\partial \left(\sum _{i}x_{i}w_{ji}\right)}{\partial w_{ji}}}}
Poiché interessa solamente l'{\displaystyle i}-esimo peso, l'unico termine della sommatoria che è rilevante è {\displaystyle x_{i}w_{ji}}. Chiaramente, 
{\displaystyle {\frac {\partial x_{i}w_{ji}}{\partial w_{ji}}}=x_{i}},
portando all'equazione finale per il gradiente:
{\displaystyle {\frac {\partial E}{\partial w_{ji}}}=-\left(t_{j}-y_{j}\right)g'(h_{j})x_{i}}
Come evidenziato sopra, la discesa del gradiente dice che la variazione di ciascun peso deve essere proporzionale al gradiente La scelta di una costante di proporzionalità {\displaystyle \alpha } e l'eliminazione del segno meno (siccome si cerca la direzione che diminuisce il gradiente), permettono di arrivare all'equazione cercata:
{\displaystyle \Delta w_{ji}=\alpha (t_{j}-y_{j})g'(h_{j})x_{i}}.